# Hogna bicoloripes
Hogna bicoloripes este o specie de păianjeni din genul Hogna, familia Lycosidae. A fost descrisă pentru prima dată de Roewer, 1960.
Este endemică în Camerun. Conform Catalogue of Life specia Hogna bicoloripes nu are subspecii cunoscute.